# Port lotniczy San Borja
Port lotniczy San Borja (IATA: SRJ, ICAO: SLSB) – port lotniczy położony w San Borja, w departamencie Beni, w Boliwii.